# Gymnodiscus
Gymnodiscus es un género de plantas de la familia Asteraceae. Se distribuyen por África. Comprende 4 especies descritas y de estas, solo 2 aceptadas.

## Taxonomía
El género fue descrito por Christian Friedrich Lessing y publicado en Linnaea 6: 95. 1831.

## Especies aceptadas
A continuación se brinda un listado de las especies del género Gymnodiscus aceptadas hasta julio de 2012, ordenadas alfabéticamente. Para cada una se indica el nombre binomial seguido del autor, abreviado según las convenciones y usos. 
- Gymnodiscus capillaris (L.f.) DC.
- Gymnodiscus linearifolius DC.